# Držkov
Držkov település Csehországban, Jablonec nad Nisou-i járásban. Držkov Vlastiboř, Radčice, Plavy, Loužnice, Zásada, Jílové u Držkova és Zlatá Olešnice településekkel határos. Lakosainak száma 582 fő (2024. január 1.).

## Népesség
A település lakosságának változását az alábbi diagram mutatja:
| Lakosok száma | 816  | 943  | 926  | 705  | 538  | 572  | 597  | 592  | 589  | 582  |
|               | 1869 | 1890 | 1921 | 1950 | 1980 | 2001 | 2017 | 2019 | 2022 | 2024 |